# 山原

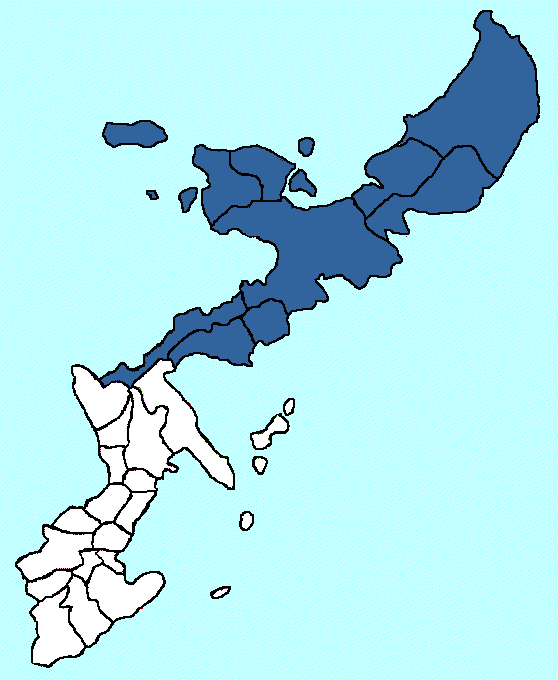
國頭。沖繩島部分大致為山原。

山原指的是沖繩島北部多山、多森林等自然景觀的地域。有時又單指沖繩島名護市以北的地域。「山原」這一地域並無明確的區分，恩納村與金武町及其以北的區域都在這個範圍之內。此地域與三山時代北山王國的領地大致相同。中心都市為名護市。

## 地理

### 市町村
與國頭大致相當，但離島沒有包括在內。面積約764平方公里，人口約12萬人。
- 名護市
- 國頭村
- 大宜味村
- 東村
- 今歸仁村
- 本部町
- 恩納村
- 宜野座村
- 金武町

## 自然
山原地域是珍稀的動植物寶庫，與奄美大島、德之島有許多相同。照葉林存續的地域，生活著許多動植物。奧間海灘、部瀨名海灘為受歡迎的觀光地。
不少生物以「山原」命名，其中包括山原頰髭蝙蝠、山原秧雞、山原手長黃金蟲等。